# Pokémon: Mặt Trời & Mặt Trăng
Pokémon the Series: Sun & Moon là mùa thứ hai mươi của loạt phim hoạt hình Pokémon và mùa đầu tiên cùng tên của Pokémon the Series: Sun & Moon, được biết đến ở Nhật Bản với tên Pocket Monsters: Sun & Moon (ポケットモンスター サン&ムーン Poketto Monsutā: San & Mūn). Mùa này theo chân cuộc phiêu lưu của Satoshi và Pikachu khi họ du hành đến vùng Alola, sau đó đến trường dạy Pokémon với các bạn cùng lớp như Lillie, Lana, Mallow, Kiawe, Sophocles, tham gia vào các thử thách trên đảo, và học cách sử dụng tuyệt kỹ Z. Mùa này được phát sóng ban đầu tại Nhật Bản từ ngày 17 tháng 11 năm 2016 đến ngày 21 tháng 9 năm 2017, trên TV Tokyo, và tại Hoa Kỳ từ ngày 12 tháng 5 năm 2017 đến ngày 9 tháng 12 năm 2017, trên Disney XD, là loạt phim Pokémon đầu tiên được ra mắt trên kênh đó. Trước đó, một bản xem trước hai tập đầu tiên đã được phát sóng trên mạng vào ngày 5 tháng 12 năm 2016.

## Nhạc phim
Các bài hát mở đầu tiếng Nhật là "Alola!!" (アローラ!! Arōra!!) bởi Satoshi / Ash Ketchum (Rica Matsumoto) với Pikachu (Ikue Otani) trong 29 tập, và bài hát chủ đề mở đầu tiếng Nhật của Pokémon the Movie: I Choose You!, "Aim to Be a Pokémon Master (20th Anniversary)" (めざせポケモンマスター (20th Anniversary) Mezase Pokémon Masutā (20th Anniversary)) bởi Rica Matsumoto, trong 14 tập để quảng bá cho bộ phim. Bài hát kết thúc là "Pose" (ポーズ, Pōzu) bởi Taiiku Okazaki, và bài hát mở đầu tiếng Anh là "Under the Alolan Sun" bởi Jannel Candrice và The Sad Truth, kèm theo nhà soạn nhạc Ed Goldfarb. Phiên bản nhạc không lời của nó được sử dụng làm chủ đề kết thúc.

## Phát hành truyền hình
Viz Media và Warner Home Video phát hành toàn bộ loạt phim trên một hộp đĩa đơn 6 đĩa vào ngày DVD tại Hoa Kỳ vào ngày 21 tháng 5 năm 2019.